# Gamasomorpha subclathrata
Gamasomorpha subclathrata är en spindelart som beskrevs av Simon 1907. Gamasomorpha subclathrata ingår i släktet Gamasomorpha och familjen dansspindlar.
Artens utbredningsområde är Sri Lanka. Inga underarter finns listade i Catalogue of Life.